# チリアコ・スフォルツァ
チリアコ・スフォルツァ（Ciriaco Sforza, 1970年3月2日 -）は、スイスの元サッカー選手、サッカー指導者。選手時代のポジションはミッドフィールダー（攻撃的MF）、ディフェンダー（リベロ）。1990年代から2000年代初頭にかけて最も成功を収めたスイスのサッカー選手、またはスイスの生んだ最高のミッドフィールダーの一人とも称される。

## 経歴

### クラブ
スフォルツァはアールガウ州ヴォーレンでイタリア移民の子供として生まれ、20歳の時にスイス国籍を取得した。
1986年7月、16歳の時にグラスホッパー・クラブ・チューリッヒと契約を結びプロサッカー選手としてのキャリアを開始した。1988年、オットマー・ヒッツフェルトが監督に就任し右サイドバックへの転向を勧められたが、ミッドフィールダーとしてのプレースタイルを磨くためFCアーラウへ移籍。1990年、ヒッツフェルトに呼び戻されグラスホッパーに復帰を果たすとスイスリーグ優勝に貢献した。
1993年7月、ドイツの1.FCカイザースラウテルンへ移籍。1993-94シーズン第1節の1.FCケルン戦でデビューするとこの試合で初得点を決めた。当時のスフォルツァは無名の存在だったが、選手としての評価を高めると、1994年4月14日に行われたバイエルン・ミュンヘン戦での勝利（4-0でカイザースラウテルンの勝利）はキャリアの集大成となった。
1995年7月にはバイエルン・ミュンヘンへ移籍し、UEFAカップ優勝に貢献。1996年7月にはイタリアのインテル・ミラノへ移籍したが、中心選手として機能していたカイザースラウテルン時代とは異なり数多くのスター選手が在籍するバイエルンやインテルの環境に適応することは出来ず、精彩を欠いた。
1997年7月、200万マルクの移籍金でカイザースラウテルンへ復帰。オットー・レーハーゲル監督の下で2部リーグから昇格したばかりのチームを中心選手として牽引し、昇格初年度でブンデスリーガ優勝に導いた。この時期には本来の攻撃的ミッドフィールダーとしてではなく、リベロとしてもプレーをしたが、一方で1999年にはレーハーゲルとの間でトレーニング方法をめぐる対立が表面化した。
2000年7月、1280万マルクの移籍金で、前シーズン限りで退団したローター・マテウスの後釜として、バイエルン・ミュンヘンへ移籍。2000-01シーズンにはUEFAチャンピオンズリーグとブンデスリーガの優勝を経験したが、膝の負傷を抱えていたことから、往時のプレーを見せことは少なくなった。ヒッツフェルト監督の下では控えを務める機会が増え、ブンデスリーガのハンブルガーSVやVfLヴォルフスブルク、母国のスイスのクラブへ移籍する可能性が浮上した。
2002年7月、カイザースラウテルンへ移籍したが、2003年にハムストリングを負傷し回復までに1年6か月を要した。2004年11月20日に行われたバイエルン・ミュンヘン戦で復帰を果たし、好調なプレーを維持したことからサッカー専門誌『キッカー』の「カムバック賞」に選ばれた。その後はスランプに陥り、2005年10月15日に行われたボルシア・ドルトムント戦を最後にクラブ側から契約を解除された。

### 代表
スイス代表としては1991年8月21日に行われたチェコスロバキア代表との国際親善試合でデビュー。代表監督のロイ・ホジソンの指揮の下で1992年から1993年にかけて行われた1994 FIFAワールドカップ・ヨーロッパ予選では、28年ぶり7回目のワールドカップ出場に貢献した。1994年にアメリカ合衆国で行われた本大会では決勝トーナメント進出に貢献した。
2年後の1996年にイングランドで行われたUEFA EURO '96にも出場。2001年10月6日に行われたUEFA EURO 2000予選のロシア代表戦を最後に代表から退いた。スイス代表としての通算成績は国際Aマッチ79試合出場7得点。

### 引退後
引退後は指導者に転じ、2006年から2008年にかけてスイススーパーリーグ所属のFCルツェルン、2009年から2012年にかけて古巣のグラスホッパーで監督を務めた。2014年から2015年にかけてはチャレンジリーグ所属のFCヴォーレンの監督を務めると17試合無敗記録とリーグ戦3位という成績を収め、下部リーグへの降下を阻止した。
2015年6月、スーパーリーグ所属のFCトゥーンの監督に就任したが、同年9月30日に双方の合意に基づき契約を解除したことを発表した。

## 個人成績

### 代表での成績
出典
| スイス代表 | 国際Aマッチ | 国際Aマッチ |
| 年         | 出場        | 得点        |
| ---------- | ----------- | ----------- |
| 1991       | 4           | 0           |
| 1992       | 6           | 2           |
| 1993       | 8           | 0           |
| 1994       | 12          | 2           |
| 1995       | 8           | 1           |
| 1996       | 9           | 2           |
| 1997       | 5           | 0           |
| 1998       | 4           | 0           |
| 1999       | 10          | 0           |
| 2000       | 7           | 0           |
| 2001       | 6           | 0           |
| 合計       | 79          | 7           |

### 代表での得点
出典
| # | 開催日         | 開催地                         | 対戦国         | 結果 | 大会                          |
| - | -------------- | ------------------------------ | -------------- | ---- | ----------------------------- |
| 1 | 1992年8月16日  | エストニア、タリン             | エストニア     | 6–0  | 1994 FIFAワールドカップ・予選 |
| 2 | 1992年11月18日 | スイス、ベルン                 | マルタ         | 3–0  | 1994 FIFAワールドカップ・予選 |
| 3 | 1994年3月9日   | ハンガリー、ブダペスト         | ハンガリー     | 2–1  | 親善試合                      |
| 4 | 1994年10月12日 | スイス、ベルン                 | スウェーデン   | 4–2  | UEFA EURO '96予選             |
| 5 | 1995年10月11日 | スイス、チューリッヒ           | ハンガリー     | 3–0  | UEFA EURO '96予選             |
| 6 | 1996年3月13日  | ルクセンブルク、ルクセンブルク | ルクセンブルク | 1–1  | 親善試合                      |
| 7 | 1996年10月6日  | フィンランド、ヘルシンキ       | フィンランド   | 3–2  | 1998 FIFAワールドカップ・予選 |

## タイトル

### 選手時代
グラスホッパー・クラブ・チューリッヒ
- スーパーリーグ：1回（1990-91）

1.FCカイザースラウテルン
- ブンデスリーガ：1回（1997-98）

FCバイエルン・ミュンヘン
- ブンデスリーガ：1回（2000-01）
- UEFAカップ：1回（1995-96）
- UEFAチャンピオンズリーグ：1回（2000-01）
- インターコンチネンタルカップ：1回（2001）

個人
- スイス年間最優秀サッカー選手賞: 1993[35]（チューリッヒの日刊紙『シュポルト』による選定）
- 最優秀スイス人選手: 1995[35]（プロサッカー選手組合による選定）
- スイス年間最優秀サッカー選手賞: 1999[35]（スイスサッカー協会による選定）